# Серга, Николай Эдуардович
Николай Эдуардович Серга (укр. Микола Едуардович Сєрга; род. 23 марта 1989, Черкассы, Украинская ССР) — украинский музыкант, телеведущий, писатель.

## Биография
Николай Эдуардович Серга родился 23 марта 1989 года в Черкассах. Отец, Эдуард Николаевич Серга (род. 23 марта 1963 года), был военнослужащим, поэтому семья часто переезжала (1990 год — Южно-Уральск, 1992 — Полтава, 1994 — Одесса). Помимо Николая в семье было ещё двое детей — Ростислав (род. 17 октября 1990 года) и Анна (род. 4 января 2004 года).
В Одессе Николай пошёл в общеобразовательную школу № 106, в которой его мать, Инга Николаевна Серга, была учителем математики.
В школе участвовал в спектакле «Вечера на хуторе близ Диканьки» по одноименному телевизионному мюзиклу, где играл чёрта. Ввиду того, что не любил прозу, практически все сочинения по литературе писал в стихотворной форме.
В периоде с третьего по пятый класс работал в Oriflame, по документам матери. Продавал пробники духов под видом маленьких духов.
В старших классах школы в паре с партнёром организовал бизнес по розничной продаже пиратских DVD-дисков.
Занимался тайским боксом, симмей-до и дзю-до, позднее фридайвингом и айкидо.

### Ранние годы
Поступив в Одесский государственный экологический университет, Николай Серга начал играть в КВН в составе команды «Анеморумбометр». В результате конфликта после первой игры Серга создал команду «Смехом наружу» и вызвал на кубок университета команду «Анеморумбометр» за право быть официальной командой университета. Команда «Смехом наружу» одержала победу и сразу после игры распалась.
Тем не менее Серга нашёл ещё одного участника, и они вдвоём приняли участие на фестивале в Политехническом Университете, где редактор Виктория Письмиченко, являвшаяся резидентом Comedy Club Odessa Style, пригласила Николая Сергу автором в Comedy.
Серга пробовал стать резидентом Comedy Club Odessa, но ввиду отсутствия опыта ему отказали. Тогда он создал команду «И многие другие…» в составе которой был только он сам.
Команда «И многие другие…» выигрывала одну игру за другой и к концу сезона 2008 года стала чемпионом Первой Украинской Лиги КВН, Крымской Лиги КВН, Севастопольской Лиги КВН и Крымского Летнего Кубка.
Параллельно с этим Серга стал резидентом Comedy Club Odessa, его регулярно приглашали выступать в Comedy Club UA, и он отправился в Москву участвовать в проекте «Смех без правил» на телеканале ТНТ под псевдонимом «Тренер Коля».
Тренер Коля выиграл 8-й сезон «Смеха без правил» с призовым фондом 850 тысяч рублей и стал резидентом «Убойной лиги» на ТНТ.

### 2009—2011: «Фабрика звёзд (Украина)» и «Новая волна»
В 2009 году Николай Серга пришёл на кастинг шоу «Фабрика звёзд 3» (укр. «Фабрика зірок 3»), продюсером которой выступил Константин Меладзе. Кастинг проходил в Одессе в клубе Palladium.
После трёх этапов кастинга Серга стал участником «Фабрики звёзд 3», где дошёл до финала и занял третье место. На проекте он пел такие свои хиты, как «Про Светку Лободу» и «Уходи».
После «Фабрики звёзд» начался тур, в котором участники объехали дважды все города Украины и выступали с концертами на самых больших площадках. Серга был ведущим этого тура.
После тура он выкупил свой контракт у продюсеров телеканала и начал сольную карьеру.
В 2011 году Николай Серга пришёл на кастинг вокального конкурса «Новая волна», проходивший в Киеве. Там, спев экспромтом песню с припевом «Новая волна, Новая волна, вы прошли, и вы прошли, а вы идёте на…», прошёл дальше.
Пройдя ещё три этапа отбора, Николай Серга с группой «The Коля Серга» отправился на «Новую волну» в Юрмалу представлять Украину.
В результате серии ярких и запоминающихся выступлений группа «The Коля Серга» выиграла приз зрительских симпатий, специальный приз от «Муз ТВ» и контракт с компанией Игоря Яковлевича Крутого «АРС мьюзик».

### 2011—2013: группа «The Коля»
После возвращения с «Новой волны», Николай Серга вместе с саундпродюсером Евгением Ступкой записал свой первый альбом под называнием «Песни, не вошедшие во второй альбом». Серга остался не доволен работой, поэтому альбом вышел тиражом 50 экземпляров, который он раздал своим друзьям, и на этом выпуск ограничился.
В поиске своего звука Серга познакомился с Олегом Федосовым, барабанщиком украинской рок-группы «Димна Суміш» и саундпродюсером группы Quest Pistols. Вместе они записали альбом Sex Sport Rocknroll, стиль которого они охарактеризовали как диско-ролл. В этот альбом вошли песни «Такие тайны», «Мокасины», «Тому, кто тебя поцелует потом», «Ради красивых детей» и другие.
Песни из этого альбома звучали в эфире украинских и российских радиостанций, а клипы вошли в ротации на музыкальных телеканалах.
Название группы сократилось до «The Коля».

### 2013—2015: «Орёл и решка» и переезд в Москву
В 2013 году Николая Сергу пригласили на пробы в тревел-шоу «Орёл и решка». Через несколько дней после проб ему предложили стать ведущим нового сезона «На краю света» с Региной Тодоренко.
В конце декабря 2013 года съёмочная группа отправилась на съёмки на Мальдивы. В сезоне было 28 серий. Финальная серия снималась на Острове Пасхи.
После сезона «На краю света» Серга ушёл из проекта «Орёл и решка».
Я – музыкант и когда мне предложили быть ведущим, я сомневался. Мой менеджмент и мои партнёры убеждали меня, что «Орёл и решка» это очень круто. Это отличный способ популяризировать музыку и личный бренд.
Когда я пришёл в проект, то понял, что совмещать не получится. «Орёл и решка» требует всего твоего времени. И во время съёмок и вне их. И нужно быть либо ведущим и отказаться от музыки, либо музыкантом и отказаться от ведения. Я выбрал второе».
Серга переехал в Москву и стал заниматься продвижением альбома Sex, Sport, Rocknroll. Параллельно с этим начал работать креативным продюсером в рекламном агентстве «Avantgarde», делая рекламные компании и ивенты для таких компаний, как ТМК, Mercedes-Benz, British Petroleum, Dirol.
Сотрудничал с Вячеславом Дусмухаметовым (генеральный продюсер 7артМедиа, Comedy Club Production), как креативный продюсер, сделав такие шоу, как «Ночь с Региной» и «Почувствуй нашу любовь».
В мае Николай Серга выступил режиссёром и продюсером клипа «Шпилька-каблучок» Лолиты Милявской.

### 2016—2019: альбом «Осенило» и возвращение в «Орёл и решка»

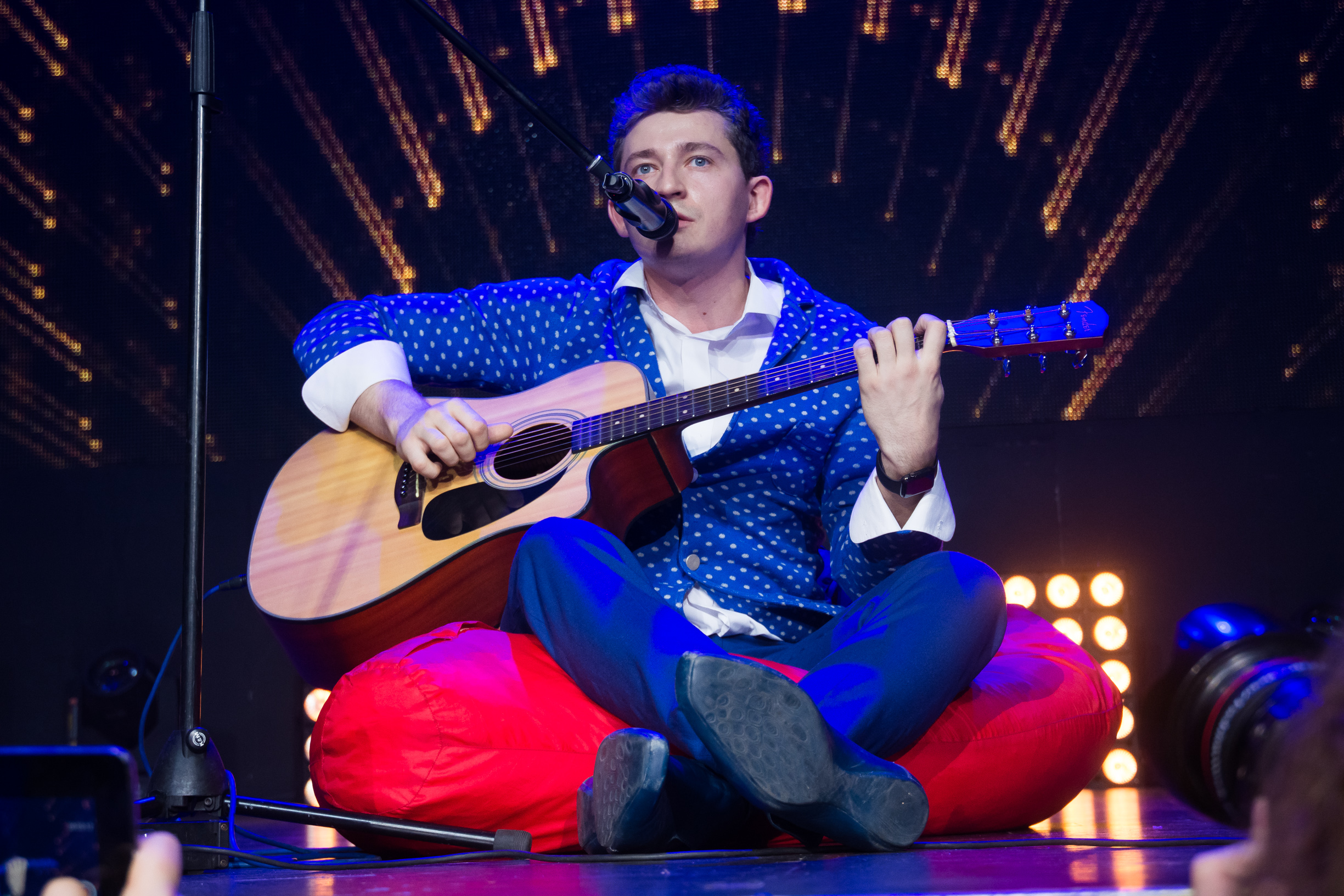
Серга на концерте «Девичник Teens», 2016 год

В 2016 году вместе с саундпродюсером Олегом Федосовым, не выходя из квартиры, Серга записал альбом «Осенило». Песни «Спасибо», «Красивый поворот» и «Дезертиры с самой смешной планеты», вошедшие в альбом, Серга называл самыми откровенными и глубокими в своём творчестве.
В январе 2018 года Серге позвонила продюсер проекта Елена Синельникова и предложила вернуться. Он согласился и через неделю улетел на Мальдивы на съёмки «Морского сезона».
Всего отсняли 60 серий «Морского сезона». За это время трижды меняли соведущих. Ими были Клава Кока, Маша Гамаюн и Алина Астровская.

### 2019—2022: New York Film Academy, поэзия и «Вселеннопленные»
В мае 2019 года «Морской сезон» закончился, и Серга ушёл из проекта, для того чтобы поехать учиться актёрскому мастерству в New York Film Academy. В сентябре 2019 года он улетел в Лос-Анджелес, где прошёл полугодовой актёрский интенсив в филиале NYFA в Голливуде.
Летом 2019 года Николай Серга начал писать книгу «Концентрат фантазии» и к ноябрю закончил работу над ней. «Концентрат фантазии» — это тренажёр воображения, живая книга, в которой помимо поэзии есть множество визуализаций, которые детально описаны текстом, для того чтобы побудить воображение читателя самостоятельно их конструировать.
Книга планировалась к выпуску в июне 2020 года и даже вышел сборник «Концентрат фантазии ч. 1» на музыкальных платформах. Но Серга решил перенести выпуск на неопределённый срок.
В июле 2020 года Серга познакомился с Хосейном Мирзаголи, композитором музыки для кино, в студии которого встретил Ярослава Олейника, пианиста и уличного музыканта. Так началась запись книги «Вселеннопленные», которая длилась почти два месяца.
В сентябре того же года Олег Скрипка познакомил Сергу с саксофонистом и флейтистом Алексеем Смирновым. В тот же день Серга, Олейник и Смирнов сыграли импровизированный квартирник, после чего Смирнов стал частью проекта, а в уже записанные композиции были добавлены флейта и саксофон.
Серга принял решение разукрасить аранжировки дополнительными инструментами. Мирзаголи выступил аранжировщиком записи, имея опыт работы с оркестром.
Были дописаны партия скрипки и перкуссия. После записи скрипач Моисей Бондаренко и барабанщик Андрей Юськевич стали постоянными участниками музыкального коллектива.
К записи были добавлены трубы, литавры, виолончели, бас-гитара, контрабас и фагот.
Образованный коллектив решили назвать «Вселеннопленные» по названию книги.
Премьера первой части альбома «Вселеннопленные», в которую должны были войти 14 композиций, была запланирована на 10 мая 2021 года.

### С 2022 года
В феврале 2022 года после вторжения России на Украину Николай Серга вступил в ряды Вооружённых сил Украины.
С 7 декабря 2024 Серга был назначен советником Министра иностранных дел Украины Андрея Сибиги.

## Дискография

### Студийные альбомы
| Название                | Детали                                                                               |
| ----------------------- | ------------------------------------------------------------------------------------ |
| SEX, SPORT, ROCK’N’ROLL | - Выпущено: 25 ноября 2015 - Лейбл: Moon Records - Форматы: CD, цифровая дистрибуция |
| Осенило                 | - Выпущено: 4 ноября 2016 - Лейбл: Moon Records - Форматы: CD, цифровая дистрибуция  |

### EP
| Название                           | Детали                                                                          |
| ---------------------------------- | ------------------------------------------------------------------------------- |
| «Концентрат фантазии ч.1» (поэзия) | - Выпущено: 28 марта 2020 - Лейбл: Moon Records - Форматы: цифровая дистрибуция |

## Синглы
- «Новая волна» — 28 октября 2011 года;
- «ИДИВЖНАПМЖ» — 19 июня 2013 года;
- «Мокасины» — 3 октября 2013 года[23];
- «Такие тайны» — 20 мая 2014 года;
- «Тому, кто тебя поцелует потом» — 24 октября 2014 года;
- «Ради красивых детей» — 2 декабря 2015 года.

## Видеография
| Год             | Название                        | Режиссёр         |
| --------------- | ------------------------------- | ---------------- |
| 28 октября 2011 | «Новая волна»                   | Александр Игудин |
| 19 июня 2013    | «ИДИВЖНАПМЖ»                    | Николай Серга    |
| 3 октября 2013  | «Мокасины»                      | Николай Серга    |
| 20 мая 2014     | «Такие тайны»                   | Кадим Тарасов    |
| 24 октября 2014 | «Тому, кто тебя поцелует потом» | Кадим Тарасов    |
| 2 декабря 2014  | «Ради красивых детей»           | Николай Серга    |
| 25 июня 2015    | «Орёл или решка»                | Николай Серга    |
| 8 сентября 2015 | «Кушай-кушай»                   | Николай Серга    |
| 18 апреля 2020  | «Танцуем дома»                  | Николай Серга    |

## Фильмография
- 2020 — «Игрок»